# Automobil-Weltmeisterschaft 1963
Die Automobil-Weltmeisterschaft 1963 war die 14. Saison der Automobil-Weltmeisterschaft, die heutzutage als Formel-1-Weltmeisterschaft bezeichnet wird. In ihrem Rahmen wurden über zehn Rennen in der Zeit vom 26. Mai 1963 bis zum 28. Dezember 1963 die Fahrerweltmeisterschaft und der Internationale Pokal der Formel-1-Konstrukteure ausgetragen.
Der FIA-Ehrentitel Großer Preis von Europa wurde 1963 an den Großen Preis von Monaco vergeben.
Jim Clark gewann zum ersten Mal die Fahrer-Weltmeisterschaft. Lotus wurde zum ersten Mal Konstrukteursweltmeister.

## Hintergrund
Nach zwei Jahren mit Formel-2-Motoren in der Automobilweltmeisterschaft wurden die Widerstände gegen das bestehende Reglement immer größer. Internationale Langstreckenrennen oder die US-amerikanische Rundstreckenszene starteten mit deutlich mehr Leistung und höheren Höchstgeschwindigkeiten als die „Königsklasse“. Entsprechend wurden Ende 1963 für die Formel-1-Saison 1966 wieder ein eigenes Formel-1-Reglement beschlossen, diesmal mit 3-Liter-Saugmotoren oder 1,5 Liter mit Aufladung. Erstmals wurde hier als Aufladung neben dem Kompressor auch der Turbolader zugelassen, dieser kam aber erst in der Formel-1-Saison 1977 bei Renault zum Einsatz.

## Rennberichte

### Großer Preis von Monaco
| Platz | Fahrer         | Team          | Zeit       |
| ----- | -------------- | ------------- | ---------- |
| 1     | Graham Hill    | B.R.M.        | 2:41:49,7  |
| 2     | Richie Ginther | B.R.M.        | + 4,6      |
| 3     | Bruce McLaren  | Cooper-Climax | + 12,8     |
| 4     | John Surtees   | Ferrari       | + 14,1     |
| 5     | Tony Maggs     | Cooper-Climax | + 2 Runden |
| 6     | Trevor Taylor  | Lotus-Climax  | + 2 Runden |

Der Große Preis von Monaco auf dem Circuit de Monaco fand am 26. Mai 1963 statt und ging über eine Distanz von 100 Runden à 3,145 km, was einer Gesamtdistanz von 314,100 km entspricht. Der Grand Prix trug auch den FIA-Ehrentitel Großer Preis von Europa.
Graham Hill gewann das Rennen vor Richie Ginther und Bruce McLaren.

### Großer Preis von Belgien
| Platz | Fahrer                  | Team           | Zeit       |
| ----- | ----------------------- | -------------- | ---------- |
| 1     | Jim Clark               | Lotus-Climax   | 2:27:47,6  |
| 2     | Bruce McLaren           | Cooper-Climax  | + 4:54,0   |
| 3     | Dan Gurney              | Brabham-Climax | + 1 Runde  |
| 4     | Richie Ginther          | B.R.M.         | + 1 Runde  |
| 5     | Joakim Bonnier          | Cooper-Climax  | + 2 Runden |
| 6     | Carel Godin de Beaufort | Porsche        | + 2 Runden |

Der Große Preis von Belgien auf dem Circuit de Spa-Francorchamps fand am 9. Juni 1963 statt und ging über eine Distanz von 32 Runden à 14,100 km, was einer Gesamtdistanz von 451,200 km entspricht.
Jim Clark gewann das Rennen vor Bruce McLaren und Dan Gurney.

### Großer Preis der Niederlande
| Platz | Fahrer              | Team           | Zeit       |
| ----- | ------------------- | -------------- | ---------- |
| 1     | Jim Clark           | Lotus-Climax   | 2:08:13,7  |
| 2     | Dan Gurney          | Brabham-Climax | + 1 Runde  |
| 3     | John Surtees        | Ferrari        | + 1 Runde  |
| 4     | Innes Ireland       | B.R.P.-B.R.M.  | + 1 Runde  |
| 5     | Richie Ginther      | B.R.M.         | + 1 Runde  |
| 6     | Ludovico Scarfiotti | Ferrari        | + 2 Runden |

Der Große Preis der Niederlande auf dem Circuit Park Zandvoort fand am 23. Juni 1963 statt und ging über eine Distanz von 80 Runden à 4,193 km, was einer Gesamtdistanz von 335,440 km entspricht.
Jim Clark gewann das Rennen vor Dan Gurney und John Surtees.

### Großer Preis von Frankreich
| Platz | Fahrer       | Team           | Zeit      |
| ----- | ------------ | -------------- | --------- |
| 1     | Jim Clark    | Lotus-Climax   | 2:10:54,3 |
| 2     | Tony Maggs   | Cooper-Climax  | + 1:04,9  |
| 3     | Graham Hill  | B.R.M.         | + 1:13,9  |
| 4     | Jack Brabham | Brabham-Climax | + 2:15,2  |
| 5     | Dan Gurney   | Brabham-Climax | + 2:33,4  |
| 6     | Jo Siffert   | Lotus-B.R.M.   | + 1 Runde |

Der Große Preis von Frankreich auf dem Circuit de Reims-Gueux fand am 30. Juni 1963 statt und ging über eine Distanz von 53 Runden à 8,302 km, was einer Gesamtdistanz von 440,006 km entspricht.
Jim Clark gewann das Rennen vor Tony Maggs und Graham Hill.

### Großer Preis von Großbritannien
| Platz | Fahrer          | Team         | Zeit       |
| ----- | --------------- | ------------ | ---------- |
| 1     | Jim Clark       | Lotus-Climax | 2:14:09,6  |
| 2     | John Surtees    | Ferrari      | + 25,8     |
| 3     | Graham Hill     | B.R.M.       | + 37,6     |
| 4     | Richie Ginther  | B.R.M.       | + 1 Runde  |
| 5     | Lorenzo Bandini | B.R.M.       | + 1 Runde  |
| 6     | Jim Hall        | Lotus-B.R.M. | + 2 Runden |

Der Große Preis von Großbritannien auf dem Silverstone Circuit fand am 20. Juli 1963 statt und ging über eine Distanz von 82 Runden à 4,711 km, was einer Gesamtdistanz von 386,302 km entspricht.
Jim Clark gewann das Rennen vor John Surtees und Graham Hill.

### Großer Preis von Deutschland
| Platz | Fahrer         | Team          | Zeit      |
| ----- | -------------- | ------------- | --------- |
| 1     | John Surtees   | Ferrari       | 2:13:06,8 |
| 2     | Jim Clark      | Lotus-Climax  | + 1:17,5  |
| 3     | Richie Ginther | B.R.M.        | + 2:44,9  |
| 4     | Gerhard Mitter | Porsche       | + 8:11,5  |
| 5     | Jim Hall       | Lotus-B.R.M.  | + 1 Runde |
| 6     | Joakim Bonnier | Cooper-Climax | + 1 Runde |

Der Große Preis von Deutschland auf dem Nürburgring fand am 4. August 1963 statt und ging über eine Distanz von 15 Runden à 22,810 km, was einer Gesamtdistanz von 342,150 km entspricht.
John Surtees gewann das Rennen vor Jim Clark und Richie Ginther.
In der Startrunde kam es zu einer Kollision zwischen Lorenzo Bandini und Innes Ireland. Eine Runde später verlor der Belgier Willy Mairesse an der Unfallstelle die Kontrolle über sein Fahrzeug und hob auf der Sprungkuppe ab. Der kreiselnde Ferrari traf einen Sanitäter am Streckenrand, der dabei ums Leben kam. Mairesse wurde dabei auch schwer verletzt und startete nicht mehr in der Formel 1 bzw. für Ferrari.

### Großer Preis von Italien
| Platz | Fahrer         | Team           | Zeit         |
| ----- | -------------- | -------------- | ------------ |
| 1     | Jim Clark      | Lotus-Climax   | 2:24:19,6    |
| 2     | Richie Ginther | B.R.M.         | + 1:35,0     |
| 3     | Bruce McLaren  | Cooper-Climax  | + 1 Runde    |
| 4     | Innes Ireland  | B.R.P.-B.R.M.  | Motorschaden |
| 5     | Jack Brabham   | Brabham-Climax | + 2 Runden   |
| 6     | Tony Maggs     | Cooper-Climax  | + 2 Runden   |

Der Große Preis von Italien im Autodromo Nazionale Monza fand am 8. September 1963 statt und ging über eine Distanz von 86 Runden à 5,750 km, was einer Gesamtdistanz von 494,500 km entspricht.
Jim Clark gewann das Rennen vor Richie Ginther und Bruce McLaren.

### Großer Preis der USA
| Platz | Fahrer                  | Team           | Zeit        |
| ----- | ----------------------- | -------------- | ----------- |
| 1     | Graham Hill             | B.R.M.         | 2:19:22,1   |
| 2     | Richie Ginther          | B.R.M.         | + 34,3      |
| 3     | Jim Clark               | Lotus-Climax   | + 1 Runde   |
| 4     | Jack Brabham            | Brabham-Climax | + 2 Runden  |
| 5     | Lorenzo Bandini         | Ferrari        | + 4 Runden  |
| 6     | Carel Godin de Beaufort | Porsche        | + 11 Runden |

Der Große Preis der USA auf dem Watkins Glen International fand am 6. Oktober 1963 statt und ging über eine Distanz von 110 Runden à 3,701 km, was einer Gesamtdistanz von 407,110 km entspricht.
Graham Hill gewann das Rennen vor Richie Ginther und Jim Clark.

### Großer Preis von Mexiko
| Platz | Fahrer         | Team           | Zeit       |
| ----- | -------------- | -------------- | ---------- |
| 1     | Jim Clark      | Lotus-Climax   | 2:09:52,1  |
| 2     | Jack Brabham   | Brabham-Climax | + 1:14,1   |
| 3     | Richie Ginther | B.R.M.         | + 1:54,7   |
| 4     | Graham Hill    | B.R.M.         | + 1 Runde  |
| 5     | Joakim Bonnier | Cooper-Climax  | + 3 Runden |
| 6     | Dan Gurney     | Brabham-Climax | + 3 Runden |

Der Große Preis von Mexiko auf der Rennstrecke Magdalena Mixhuca fand am 27. Oktober 1963 statt und ging über eine Distanz von 65 Runden à 5,000 km, was einer Gesamtdistanz von 325,000 km entspricht.
Jim Clark gewann das Rennen vor Jack Brabham und Richie Ginther.

### Großer Preis von Südafrika
| Platz | Fahrer          | Team           | Zeit       |
| ----- | --------------- | -------------- | ---------- |
| 1     | Jim Clark       | Lotus-Climax   | 2:10:36,9  |
| 2     | Dan Gurney      | Brabham-Climax | + 1:06,8   |
| 3     | Graham Hill     | B.R.M.         | + 1 Runde  |
| 4     | Bruce McLaren   | Cooper-Climax  | + 1 Runde  |
| 5     | Lorenzo Bandini | Ferrari        | + 1 Runde  |
| 6     | Joakim Bonnier  | Cooper-Climax  | + 2 Runden |

Der Große Preis von Südafrika auf dem Prince George Circuit fand am 28. Dezember 1963 statt und ging über eine Distanz von 85 Runden à 3,920 km, was einer Gesamtdistanz von 333,200 km entspricht.
Jim Clark gewann das Rennen vor Dan Gurney und Graham Hill.

## Weltmeisterschaftswertungen

### Fahrerwertung
Für die Fahrerweltmeisterschaft 1963 galten folgende Regeln der Punkteverteilung:
| Platz 1 | 9 Punkte |
| Platz 2 | 6 Punkte |
| Platz 3 | 4 Punkte |
| Platz 4 | 3 Punkte |
| Platz 5 | 2 Punkte |
| Platz 6 | 1 Punkt  |

- Es gingen nur die besten sechs Resultate aus den zehn Rennen in die Wertung ein.
- Streichresultate in Klammern

| Pos. | Fahrer                  | Konstrukteur |     |     |     |     |     |     |     |     |     |     | Punkte  |
| 01   | Jim Clark               | Lotus        | (8) | 1   | 1   | 1   | 1   | (2) | 1   | (3) | 1   | (1) | 54 (73) |
| 02   | Graham Hill             | B.R.M.       | 1   | DNF | DNF | DSQ | 3   | DNF | 16  | 1   | 4   | 3   | 29      |
| 03   | Richie Ginther          | B.R.M.       | 2   | 4   | (5) | DNF | (4) | 3   | 2   | 2   | 3   | DNF | 29 (34) |
| 04   | John Surtees            | Ferrari      | 4   | DNF | 3   | DNF | 2   | 1   | DNF | 9   | DNF | DNF | 22      |
| 05   | Dan Gurney              | Brabham      | DNF | 3   | 2   | 5   | DNF | DNF | 14  | DNF | 6   | 2   | 19      |
| 06   | Bruce McLaren           | Cooper       | 3   | 2   | DNF | 12  | DNF | DNF | 3   | 11  | DNF | 4   | 17      |
| 07   | Jack Brabham            | Lotus        | 9   |     |     |     |     |     |     |     |     |     | 14      |
| 07   | Jack Brabham            | Brabham      |     | DNF | DNF | 4   | DNF | 7   | 5   | 4   | 2   | 13  | 14      |
| 08   | Anthony Maggs           | Cooper       | 5   | 7   | DNF | 2   | 9   | DNF | 6   | DNF | DNF | 7   | 9       |
| 09   | Innes Ireland           | B.R.P.       |     | DNF | 4   | 9   | DNF |     | 4   |     |     |     | 6       |
| 09   | Innes Ireland           | Lotus        | DNF |     |     |     |     | DNF |     |     |     |     |         |
| 10   | Lorenzo Bandini         | B.R.M.       |     |     |     | 10  | 5   | DNF |     |     |     |     | 6       |
| 10   | Lorenzo Bandini         | Ferrari      |     |     |     |     |     | DNF | DNF | 5   | DNF | 5   | 6       |
| 11   | Joakim Bonnier          | Cooper       | 7   | 5   | DNC | DNC | DNF | 6   | 7   | 8   | 5   | 6   | 6       |
| 12   | Jim Hall                | Lotus        | DNF | DNF | 8   | 11  | 6   | 5   | 8   | 10  | 8   |     | 3       |
| 13   | Gerhard Mitter          | Porsche      |     |     | DNF |     |     | 4   |     |     |     |     | 3       |
| 14   | Carel Godin de Beaufort | Porsche      |     | 6   | 9   |     | 10  | DNF | DNQ | 6   | 10  | 10  | 2       |
| 15   | Trevor Taylor           | Lotus        | 6   | DNF |     | 13  | DNF | 8   |     | DNF | DNF | 8   | 1       |
| 16   | Jo Siffert              | Lotus        | DNF | DNF | 7   | 6   | DNF | 9   | DNF | DNF | 9   |     | 1       |
| 17   | Ludovico Scarfiotti     | Ferrari      |     |     | 6   | DNS |     |     | DNF |     |     |     | 1       |
| 18   | Chris Amon              | Lola         | DNS | DNF | DNF | 7   | 7   | DNF | DNS |     |     |     | –       |
| 18   | Chris Amon              | Lotus        |     |     |     |     |     |     |     |     | DNF |     | –       |
| 19   | Peter Broeker           | Stebro       |     |     |     |     |     |     |     | 7   |     |     | –       |
| 20   | Hap Sharp               | Lotus        |     |     |     |     |     |     |     | DNF | 7   |     | –       |
| 21   | Maurice Trintignant     | Lola         | DNF |     |     |     |     |     |     |     |     |     | –       |
| 21   | Maurice Trintignant     | Lotus        |     |     |     | 8   |     |     |     |     |     |     | –       |
| 21   | Maurice Trintignant     | B.R.M.       |     |     |     |     |     |     | 9   |     |     |     | –       |
| 22   | Mike Hailwood           | Lotus        |     |     |     |     | 8   |     |     |     |     |     | –       |
| 22   | Mike Hailwood           | Lola         |     |     |     |     |     |     | 10  |     |     |     | –       |
| 23   | Tony Settember          | Scirocco     |     | 8   |     | DNF | DNF | DNF | DNQ |     |     |     | –       |
| 24   | John Love               | Cooper       |     |     |     |     |     |     |     |     |     | 9   | –       |
| 25   | Bernard Collomb         | Lotus        | DNS |     |     |     |     | 10  |     |     |     |     | –       |
| 26   | Masten Gregory          | Lotus        |     |     |     | DNF | 11  |     | DNF |     |     |     | –       |
| 26   | Masten Gregory          | Lola         |     |     |     |     |     |     |     | DNF | DNF |     | –       |
| 27   | Phil Hill               | A.T.S.       |     | DNF | DNF |     |     |     | 11  | DNF | DNF |     | –       |
| 27   | Phil Hill               | Lotus        |     |     |     | DNC |     |     |     |     |     |     | –       |
| 28   | Moises Solana           | B.R.M.       |     |     |     |     |     |     |     |     | 11  |     | –       |
| 29   | Doug Serrurier          | LDS          |     |     |     |     |     |     |     |     |     | 11  | –       |
| 30   | Robert Anderson         | Lola         |     |     |     |     | 12  |     | 12  |     |     |     | –       |
| 31   | Trevor Blokdyk          | Cooper       |     |     |     |     |     |     |     |     |     | 12  | –       |
| 32   | John Campbell-Jones     | Lola         |     |     |     |     | 13  |     |     |     |     |     | –       |
| 33   | Mike Spence             | Lotus        |     |     |     |     |     |     | 13  |     |     |     | –       |
| 34   | Brausch Niemann         | Lotus        |     |     |     |     |     |     |     |     |     | 14  | –       |
|      | Giancarlo Baghetti      | A.T.S.       |     | DNF | DNF |     |     |     | 15  | DNF | DNF |     | –       |
|      | Willy Mairesse          | Ferrari      | DNF | DNF |     |     |     | DNF |     |     |     |     | –       |
|      | Ian Burgess             | Scirocco     |     |     |     |     | DNF | DNF |     |     |     |     | –       |
|      | Pedro Rodriguez         | Lotus        |     |     |     |     |     |     |     | DNF | DNF |     | –       |
|      | Lucien Bianchi          | Lola         |     | DNF |     |     |     |     |     |     |     |     | –       |
|      | Ian Raby                | Gilby        |     |     |     |     | DNF | DNQ | DNQ |     |     |     | –       |
|      | Mário de Araújo Cabral  | Cooper       |     |     |     |     |     | DNF |     |     |     |     | –       |
|      | Rodger Ward             | Lotus        |     |     |     |     |     |     |     | DNF |     |     | –       |
|      | Peter de Klerk          | Alfa Special |     |     |     |     |     |     |     |     |     | DNF | –       |
|      | David Prophet           | Brabham      |     |     |     |     |     |     |     |     |     | DNF | –       |
|      | Ernest Pieterse         | Lotus        |     |     |     |     |     |     |     |     |     | DNF | –       |
|      | Sam Tingle              | LDS          |     |     |     |     |     |     |     |     |     | DNF | –       |

### Konstrukteurswertung
- Für jedes Rennen wurde die höchste Punktzahl aller Fahrer eines Konstrukteurs gezählt. Die besten sechs (von zehn) Einzelergebnisse wurden addiert
- Streichresultate in Klammern

| Pos. | Konstrukteur   | Fahrer                  |           |           |           |         |         |           |           |           |         |           | Punkte  |
| 01   | Lotus-Climax   | Jim Clark               |           | 0009000   | 0009000   | 0009000 | 0009000 | 000(6)000 | 0009000   | 000(4)000 | 0009000 | 000(9)000 | 54 (74) |
| 01   | Lotus-Climax   | Trevor Taylor           | 000(1)000 |           |           |         |         |           |           |           |         |           | 54 (74) |
| 02   | B.R.M.         | Graham Hill             | 0009000   |           |           |         | 0004000 |           |           | 0009000   | 0004000 | 000(4)000 | 36 (45) |
| 02   | B.R.M.         | Richie Ginther          |           | 000(3)000 | 000(2)000 |         |         | 0004000   | 0006000   |           | 0004000 |           | 36 (45) |
| 03   | Brabham-Climax | Dan Gurney              |           | 0004000   | 0006000   |         |         |           |           |           |         | 0006000   | 28 (30) |
| 03   | Brabham-Climax | Jack Brabham            |           |           |           | 0003000 |         |           | 000(2)000 | 0003000   | 0006000 |           | 28 (30) |
| 04   | Ferrari        | John Surtees            | 0003000   |           | 0004000   |         | 0006000 | 0009000   |           |           |         | 0006000   | 26      |
| 04   | Ferrari        | Lorenzo Bandini         |           |           |           |         |         |           |           | 0002000   |         | 0002000   | 26      |
| 05   | Cooper-Climax  | Bruce McLaren           | 0004000   | 0006000   |           |         |         |           | 0004000   |           |         | 0003000   | 25 (26) |
| 05   | Cooper-Climax  | Anthony Maggs           |           |           |           | 0006000 |         |           |           |           |         |           | 25 (26) |
| 05   | Cooper-Climax  | Joakim Bonnier          |           |           |           |         |         | 000(1)000 |           |           | 0002000 |           | 25 (26) |
| 06   | B.R.P.-B.R.M.  | Innes Ireland           |           |           | 0003000   |         |         |           | 0003000   |           |         |           | 6       |
| 07   | Porsche        | Gerhard Mitter          |           |           |           |         |         | 0003000   |           |           |         |           | 5       |
| 07   | Porsche        | Carel Godin de Beaufort |           | 0001000   |           |         |         |           |           | 0001000   |         |           | 5       |
| 08   | Lotus-B.R.M.   | Jim Hall                |           |           |           |         | 0001000 | 0002000   |           |           |         |           | 4       |
| 08   | Lotus-B.R.M.   | Jo Siffert              |           |           |           | 0001000 |         |           |           |           |         |           | 4       |